# مارك كريلي
مارك كريلي (Mark Crilley) هو رسام مانجا أمريكي ومؤلف كتب أطفال مصورة. وهو مؤلف Miki Falls ، Akiko، Brody's Ghost.
وله أيضا مقاطع فيديو لتعليم الرسم على موقع يوتيوب، يتناول فيها اسلوب المانجا وغيره بالرسم.
وكان مدرسا للغة الإنجليزية في فوكوشيما، اليابان وكذلك تايوان.